# Liste des comtesses de Champagne
Le comté de Champagne est né de la fusion des comtés de Meaux et de Troyes, lesquels furent réunis par les comtes de Vermandois, puis transmis en lignée féminine aux comtes de Blois. Ceux-ci avaient essayé d'y incorporer le comté de Reims, mais les archevêques de la cité des sacres réussirent à le conserver, limitant ainsi la Champagne féodale au sud de la Champagne actuelle.
Thibaut Ier de Champagne est le premier à s'intituler comte de Champagne après avoir conquis le comté de Troyes à son neveu Eudes III de Troyes vers 1065.

## Arnulfiens (690-714)
| Nom (dates) | Époux                          | Titres                                             | Eléments biographiques                                                                  |
| ----------- | ------------------------------ | -------------------------------------------------- | --------------------------------------------------------------------------------------- |
| Adaltrude   | - Drogon de Champagne          | - Duchesse de Champagne et des Burgondes (690-708) | - Fille de Berchaire et d'Anstrude. - Mère d'Arnulf, d'Hugues de Rouen et de Godefried. |
| Theudesinde | - Grimoald II (mariage en 711) | - Duchesse de Champagne et des Burgondes (711-714) | - Princesse Folcwalding. Fille de Radbod Ier de Frise.                                  |

## Herbertiens (956-1022)
| Nom (dates)                  | Époux                                  | Titres                                                       | Eléments biographiques |
| ---------------------------- | -------------------------------------- | ------------------------------------------------------------ | --- |
| Adélaïde de Chalon (930-987) | - Robert Ier de Meaux (mariage en 950) | - Comtesse de Meaux (950-966) - Comtesse de Troyes (956-966) | - Princesse de la Maison de Vergy. Fille de Gilbert de Chalon et d'Ermengarde de Bourgogne. - Mère d'Herbert II de Troyes. |

## Maison de Blois-Champagne (1022-1305)

### Comtesses de Meaux et de Troyes (1022-1089)
| Nom (dates)                      | Époux                                                               | Titres | Eléments biographiques |
| -------------------------------- | ------------------------------------------------------------------- | --- | --- |
| Ermengarde d'Auvergne (995-1040) | - Eudes II de Blois                                                 | - Comtesse de Blois, de Tours, de Châteaudun et de Chartres (?-1037) - Comtesse de Reims (?-1023) - Dame de Sancerre (1014-1037) - Comtesse de Troyes et de Meaux (1022-1037) | - Princesse de la Maison d'Auvergne. Fille de Guillaume IV d'Auvergne. - Mère de Thibaud III de Blois, d'Étienne II de Troyes et de Berthe de Blois.                                                     |
| Adélaïde de Valois               | - Herbert IV de Vermandois (mariage en 1059) - Thibaud III de Blois | - Comtesse de Vermandois (1059-1080) - Comtesse de Valois (1077-1080) - Comtesse de Blois, de Tours, de Châteaudun, de Chartres, et de Meaux, dame de Sancerre (?-1089)       | - Princesse de la Maison de Vexin. Fille de Raoul IV de Vexin et d'Adèle de Bar-sur-Aube. - Mère d'Adélaïde de Vermandois, d'Eudes III de Troyes, de Philippe de Champagne et d'Hugues Ier de Champagne. |

### Comtesses de Meaux (1089-1152)
| Portrait | Nom (dates)                       | Époux                                   | Titres | Eléments biographiques |
| -------- | --------------------------------- | --------------------------------------- | --- | --- |
|          | Adèle de Normandie (1067-1137)    | - Étienne II de Blois (mariage en 1080) | - Comtesse de Blois, de Châteaudun, de Chartres et de Meaux, dame de Sancerre (1089-1102) - Régente de Blois, Châteaudun, Chartres, Meaux et Sancerre (1002-1007) | - Princesse Rollonide. Fille de Guillaume le Conquérant et de Mathilde de Flandre. - Mère de Guillaume de Sully, de Thibaut IV de Blois, de Mathilde de Blois, d'Étienne de Blois, d'Henri de Blois et d'Éléonore de Blois.                                                    |
|          | Mathilde de Carinthie (1106-1160) | - Thibaut IV de Blois (mariage en 1125) | - Comtesse de Champagne, de Blois, de Chartres, de Châteaudun, de Meaux et de Troyes, dame de Sancerre (1125-1152)                                                | - Princesse de la Maison de Sponheim. Fille d'Engelbert II de Sponheim et d'Ute de Passau. - Mère d'Henri Ier de Champagne, de Marie de Blois, de Thibaut V de Blois, d'Isabelle de Blois, d'Étienne Ier de Sancerre, de Guillaume aux Blanches Mains et d'Adèle de Champagne. |

### Comtesses de Troyes (1089-1125)
| Portrait | Nom (dates)                          | Époux                                                                               | Titres | Eléments biographiques |
| -------- | ------------------------------------ | ----------------------------------------------------------------------------------- | --- | --- |
|          | Constance de France (1078-1126)      | - Hugues Ier de Champagne (mariage en 1093) - Bohémond de Tarente (mariage en 1106) | - Comtesse de Troyes (1093-1104) - Comtesse de Champagne (1102-1104) - Princesse de Tarente et d'Antioche (1106-1111) | - Princesse capétienne. Fille de Philippe Ier de France et de Berthe de Hollande. - Mère de Bohémond II d'Antioche. |
|          | Isabelle de Bourgogne (1090/95-1125) | - Hugues Ier de Champagne (mariage en 1110)                                         | - Comtesse de Troyes et de Champagne (1110-1123)                                                                      | - Princesse de la Maison d'Ivrée. Fille d'Etienne Ier de Bourgogne et de Béatrice de Lorraine. - Mère d'Eudes Ier de Champlitte. |
|          | Mathilde de Carinthie (1106-1160)    | - Thibaut IV de Blois (mariage en 1125)                                             | - Comtesse de Champagne, de Blois, de Chartres, de Châteaudun, de Meaux et de Troyes, dame de Sancerre (1125-1152)    | - Princesse de la Maison de Sponheim. Fille d'Engelbert II de Sponheim et d'Ute de Passau. - Mère d'Henri Ier de Champagne, de Marie de Blois, de Thibaut V de Blois, d'Isabelle de Blois, d'Étienne Ier de Sancerre, de Guillaume aux Blanches Mains et d'Adèle de Champagne. |

### Comtesses de Champagne (1102-1305)
| Portrait | Nom (dates)                           | Époux | Titres | Eléments biographiques | Armoiries |
| -------- | ------------------------------------- | --- | --- | --- | --------- |
|          | Constance de France (1078-1126)       | - Hugues Ier de Champagne (mariage en 1093) - Bohémond de Tarente (mariage en 1106)                                                                                 | - Comtesse de Troyes (1093-1104) - Comtesse de Champagne (1102-1104) - Princesse de Tarente et d'Antioche (1106-1111) | - Princesse Capétienne. Fille de Philippe Ier de France et de Berthe de Hollande. - Mère de Bohémond II d'Antioche. |           |
|          | Isabelle de Bourgogne (1090/95-1125)  | - Hugues Ier de Champagne (mariage en 1110) | - Comtesse de Troyes et de Champagne (1110-1123) | - Princesse de la Maison d'Ivrée. Fille d'Etienne Ier de Bourgogne et de Béatrice de Lorraine. - Mère d'Eudes Ier de Champlitte. |           |
|          | Mathilde de Carinthie (1106-1160)     | - Thibaut IV de Blois (mariage en 1125) | - Comtesse de Champagne, de Blois, de Chartres, de Châteaudun, de Meaux et de Troyes, dame de Sancerre (1125-1152) | - Princesse de la Maison de Sponheim. Fille d'Engelbert II de Sponheim et d'Ute de Passau. - Mère d'Henri Ier de Champagne, de Marie de Blois, de Thibaut V de Blois, d'Isabelle de Blois, d'Étienne Ier de Sancerre, de Guillaume aux Blanches Mains et d'Adèle de Champagne. |           |
|          | Marie de France (1145-1198)           | - Henri Ier de Champagne (mariage en 1164) | - Comtesse de Champagne et de Brie (1164-1181) - Régente de Champagne et de Brie (1181-1187 puis 1190-1197) | - Princesse de la capétienne. Fille de Louis VII de France et d'Aliénor d'Aquitaine. - Mère d'Henri II de Champagne, de Marie de Champagne, de Thibaut III de Champagne et de Scholastique de Champagne.                                                                       |           |
|          | Isabelle Ire de Jérusalem (1172-1205) | - Onfroy IV de Toron (mariage en 1183) - Conrad de Montferrat (mariage en 1190) - Henri II de Champagne (mariage en 1192) - Amaury II de Lusignan (mariage en 1198) | - Dame de Toron et d'Outre-Jourdain (1183-1190) - Marquise de Montferrat et dame de Tyr (1190-1192) - Reine de Jérusalem (de plein droit, 1192-1205) - Comtesse de Champagne et de Brie (1192-1197) - Reine de Chypre (1198-1205) | - Princesse de la Maison de Gâtinais-Anjou. Fille d'Amaury Ier de Jérusalem et de Marie Comnène. - Mère de Marie de Montferrat, d'Alix de Champagne et de Mélisende de Lusignan.                                                                                               |           |
|          | Blanche de Navarre (1177-1229)        | - Thibaut III de Champagne (mariage en 1199) | - Comtesse de Champagne et de Brie (1199-1201) - Régente de Champagne et de Brie (1201-1222) | - Princesse de la Maison Jiménez. Fille de Sanche VI de Navarre et de Sancha de Castille. - Mère de Thibaut Ier de Navarre. |           |
|          | Gertrude de Dabo (1190-1225)          | - Thiébaud Ier de Lorraine (mariage en 1215) - Thibaut Ier de Navarre (mariage en 1220) - Simon de Linange (mariage en 1223)                                        | - Comtesse de Metz, de Dabo et d'Eguisheim (de plein droit, 1212-1225) - Duchesse de Lorraine (1215-1220) - Comtesse de Champagne et de Brie (1220-1222)                                                                          | - Princesse de la Maison de Dabo. Fille d'Albert II de Dabo-Moha et de Gertrude de Bade. |           |
|          | Agnès de Beaujeu (1200-1231)          | - Thibaut Ier de Navarre (mariage en 1222) | - Comtesse de Champagne et de Brie (1222-1231) | - Princesse de la Maison de Beaujeu. Fille de Guichard IV de Beaujeu et de Sibylle de Hainaut. - Mère de Blanche de Navarre. |           |
|          | Marguerite de Bourbon (1211-1256)     | - Thibaut Ier de Navarre (mariage en 1232) | - Comtesse de Champagne et de Brie (1232-1253) - Reine de Navarre (1234-1253) - Régente de Navarre, de Champagne et de Brie (1253-1256)                                                                                           | - Princesse de la Maison de Bourbon-Dampierre. Fille d'Archambaud VIII de Bourbon et de Béatrice de Montluçon. - Mère de Thibaut II de Navarre, de Béatrice de Champagne et d'Henri Ier de Navarre.                                                                            |           |
|          | Isabelle de France (1241-1271)        | - Thibaut II de Navarre (mariage en 1255) | - Reine de Navarre, comtesse de Champagne et de Brie (1255-1270) | - Princesse capétienne. Fille de Louis IX de France et de Marguerite de Provence. |           |
|          | Blanche d'Artois (1248-1302)          | - Henri Ier de Navarre (mariage en 1269) - Edmond de Lancastre (mariage en 1276)                                                                                    | - Comtesse de Rosnay (1269-1270) - Reine de Navarre, comtesse de Champagne et de Brie (1270-1274) - Régente de Navarre, de Champagne et de Brie (1274-1284) - Comtesse de Lancastre et de Leicester (1276-1296)                   | - Princesse de la Maison capétienne d'Artois. Fille de Robert Ier d'Artois et de Mathilde de Brabant. - Mère de Jeanne Ire de Navarre, de Thomas de Lancastre, d'Henry de Lancastre et de Jean de Lancastre.                                                                   |           |
|          | Jeanne Ire de Navarre (1273-1305)     | - Philippe IV de France (mariage en 1284) | - Reine de Navarre, comtesse de Champagne et de Brie (de plein droit, 1274-1305) - Reine de France (1285-1305) | - Princesse de la Maison de Blois. Fille d'Henri Ier de Navarre et de Blanche d'Artois. - Mère de Louis X de France, de Philippe V de France, de Charles IV de France et d'Isabelle de France.                                                                                 |           |
|          | Jeanne II de Navarre (1311-1349)      | - Philippe III de Navarre (mariage en 1318) | - Comtesse d'Évreux et de Longueville (1319-1343) - Reine de Navarre (de plein droit, 1328-1349) - Comtesse de Champagne (1328-1336)                                                                                              | - Princesse capétienne. Fille de Louis X de France et de Marguerite de Bourgogne. - Mère de Jeanne de Navarre, de Marie de Navarre, de Blanche de Navarre, de Charles II de Navarre, d'Agnès de Navarre, de Philippe de Navarre, de Jeanne de Navarre et de Louis de Navarre.  |           |

Le comté est disputé entre Jeanne II de Navarre et ses oncles rois de France puis avec son cousin Valois. Les comtés de Champagne et de Brie sont cédés à la couronne par le traité de 1336 .